# Batalha de Malplaquet

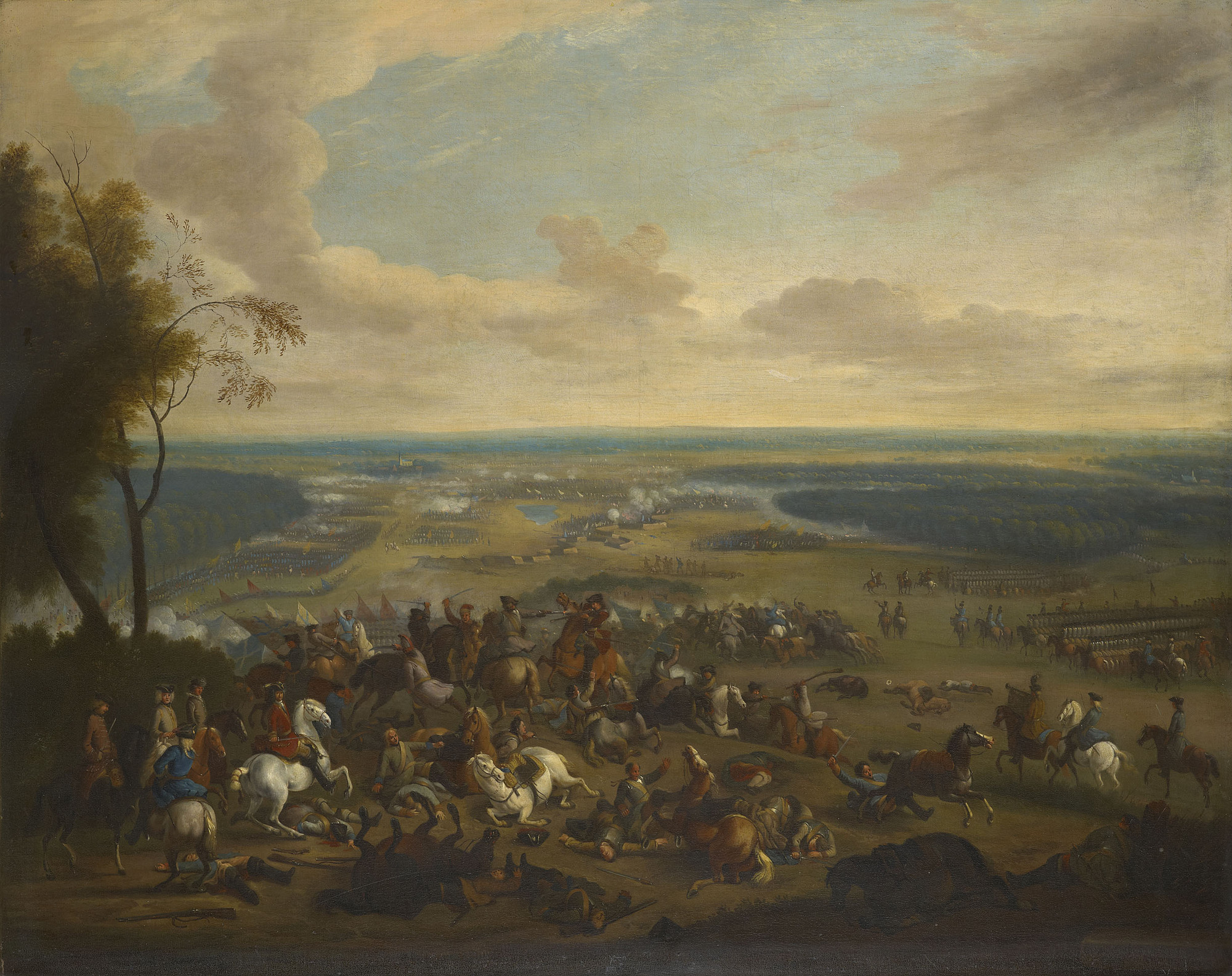
A Batalha de Malplaquet, Jan van Huchtenburgh

A Batalha de Malplaquet ocorreu em 11 de setembro de 1709 durante a Guerra da Sucessão Espanhola, perto de Taisnières-sur-Hon, na França moderna, então parte dos Países Baixos espanhóis. Um exército francês de cerca de 75 000 homens, comandado pelo Duque de Villars, enfrentou uma força da Grande Aliança de 86 000 homens sob o comando do Duque de Marlborough. Numa das batalhas mais sangrentas do século XVIII, os Aliados obtiveram uma vitória estreita, mas sofreram pesadas baixas.
Os avanços aliados em 1708 levaram à renovação das conversações de paz, que ruíram em abril de 1709. Depois de tomar Tournai no início de setembro, os Aliados sitiaram Mons, cuja captura lhes permitiria entrar na própria França, e Luís XIV ordenou a Villars que evitasse a sua perda. Embora os dois exércitos tenham feito contato em 10 de setembro, o ataque foi adiado até o dia seguinte, dando a Villars tempo para construir fortes posições defensivas.
Após uma barragem de artilharia inicial, a infantaria aliada fez ataques simultâneos aos flancos franceses. O objetivo era desviar as tropas de seu centro, enfraquecendo-o o suficiente para que pudesse ser quebrado por um ataque em massa da cavalaria aliada. Embora bem sucedidos em batalhas anteriores, em Malplaquet os ataques de flanco causaram pesadas baixas, enquanto a cavalaria francesa garantiu que o seu centro não entrasse em colapso. Isso permitiu que sua infantaria recuasse em boa ordem, com os Aliados exaustos demais para conduzir uma perseguição.
A maioria dos historiadores estima as perdas aliadas em aproximadamente 22 000 mortos ou feridos, sendo as dos franceses cerca de 11 000. Estes níveis chocaram os contemporâneos e aumentaram as divisões internas dentro da Grande Aliança sobre a sabedoria de continuar a guerra. Ao salvar o seu exército, Villars acabou por permitir que Luís negociasse termos de paz muito melhores em 1713 do que os disponíveis em 1709. No entanto, pouco fez para mudar a situação estratégica imediata; Mons rendeu-se pouco depois e os Aliados retomaram o avanço em 1710.